# Maurice Carpentier
Pour les articles homonymes, voir Carpentier.
Maurice Carpentier, né le 22 juin 1921 à Bolbec (Seine-Maritime) et mort le 4 mai 2011 à Coaraze (Alpes-Maritimes), est un coureur cycliste français, professionnel de 1947 à 1953.

## Palmarès
- 1943
  - Championnat de Paris
- 1944
  - Championnat de Paris
- 1946
  - 2e du Maillot des As
  - 3e du championnat de Normandie
- 1947
  - Championnat de Normandie
- 1948
  - 2e du Circuit de la vallée de la Loire
- 1950
  - 3e du Tour du Calvados
- 1952
  - 3e du Circuit du Perche

## Résultats sur les grands tours

### Tour de France
1 participation
- 1948 : abandon (12e étape)